# Xzibit
Alvin Nathaniel Joiner (født 18. september 1974 i Detroit, USA), kendt under kunstnernavnet Xzibit, er en amerikansk hiphopsanger, rapper, skuespiller og tv-vært i MTV-programmet Pimp My Ride. Hans mor døde da han var 9 år gammel, så han boede sammen med sin far. Han begyndte at rime allerede da han var 10 år. Hans far og stedmor flyttede til New Mexico. Han er fra det såkaldte "westside".
Ved siden af navne som Dr. Dre, Snoop Dogg og Eminem kan Xzibit godt virke som lidt af en parentes. Men for sande fans af Westcoast-rappen står MC'en med de karakteristiske fletninger henover hovedet som en af de helt store navne.
Efter at have tilbragt de tidlige 90'ere sammen med gruppen The Alkaholics og King T i The Likwit Crew brød Xzibit i 1996 ud af anonymiteten med debutalbummet 'At the Speed of Life', der bl.a. indeholdt den strygersamplende rapklassiker 'Paparazzi', der gav en ordentlig opsang til de rappere, der gik efter berømmelsen og stjernestøvet frem for at holde det real.
Opfølgeren '40 Dayz & 40 Nightz' slog aldrig igennem kommercielt, og havde det ikke været for ex-N.W.A'eren Dr. Dre, kunne Xzibit godt have endt som det evige talent. Men en gæsteoptræden på både Dr.Dre-pladen '2001' samt på Eminem's kæmpesucces 'Marshall Mathers' skaffede Xzibit global anerkendelse, og åbnede døren for hans deltagelse i den stort opsatte 'Up in Smoke Tour'.
Det musikalske kompagniskab med Dr. Dre banede vejen for det stort opsatte album 'Restless', der med singlen 'X' indeholdt Xzibit's til dato største hit. På trods af et karakteristisk Dr.Dre-hook opnåede nummeret dog ikke helt den forventede airplay, og Xzibit måtte erkende, at han på trods af stor anerkendelse i insiderkredse, aldrig helt ville komme på siden af de helt store navne.
På den voldsomt kritiserede 'Man Vs. Machine' fra 2002 var Xzibit atter engang i selskab med Dr. Dre, Eminem og Snoop Dogg, men på denne plade var der også fundet plads til gæsteoptrædener med de gamle venner fra 'Likwit Crew'-dagene. Måske en erkendelse af, at det er vigtigere at holde det real end at opnå berømmelse?
I 2004 vendte Xzibit stærkt tilbage med den hårdtslående 'Weapon of Mass Destruction', der ikke indeholdt hjælp fra de gamle venner, men derimod bl.a. havde produktioner af Hi-Tek og Timbaland.
De sidste par år har Xzibit især gjort sig bemærket som vært for MTV-programmet 'Pimp My Ride'.
"Xzibit", har også været med i extreme home service, som designer, sammen med ty, og co. 
'Full Circle' udkom i 2006. 

## Diskografi
Xzibit har helt tilbage fra 1996 udgivet et album hvert andet år:
- At the Speed of Life (1996)
- 40 Dayz & 40 Nightz (1998)
- Restless (2000)
- Man Vs. Machine (2002)
- Weapons of Mass Destruction (2004)
- Full Circle (2006)
- Napalm (2012)